# 小果叶下珠
小果叶下珠（学名：Phyllanthus reticulatus），为大戟科叶下珠属下的一个植物种。